# Potentilla gobica
Potentilla gobica es una especie de planta del género Potentilla, perteneciente a la familia Rosaceae.

## Taxonomía
Potentilla gobica fue descrita por Jiří Soják en 2006.

## Distribución
Se encuentra en el territorio de Mongolia.